# George Barraud
George Barraud (Paddington, Londres, 17 de dezembro de 1889 – Londres, 1970) foi um ator de cinema britânico.

## Filmografia selecionada
- The Wolf Man (1924)
- Bellamy Trial (1929)
- Woman to Woman (1929)
- The Last of Mrs. Cheyney (1929)
- Peacock Alley (1930)
- The Return of Raffles (1932)
- Great Expectations (1934)
- Charlie Chan in London (1934)
- Mystery Woman (1935)
- Accused (1936)
- Two on a Doorstep (1936)